# Биркенфельд, Брэдли
Брэдли Чарльз Биркенфельд (англ. Bradley Charles Birkenfeld; род. 26 февраля 1965) — американский банкир и информатор, раскрывший правительству США финансовые схемы банка UBS и других швейцарских банков, позволявших клиентам из США уклоняться от уплаты налогов. С помощью информации, полученной от Биркенфельда, министерству юстиции США удалось достичь внесудебного соглашения с UBS о выплате компенсации в размере 780 млн долл и раскрытии конфиденциальной информации о клиентах, уклонявшихся от уплаты налогов в США.
В августе 2009 года Биркенфельд был приговорён к 40 месяцам тюрьмы и штрафу в 30 000 долларов за соучастие в уклонении от уплаты налогов своих клиентов. Группы поддержки во всём мире подвергли критике судебное преследование и наказание Биркенфельда. 29 ноября 2012 года Биркенфельд был досрочно освобождён с испытательным сроком.
В сентябре 2012 года Налоговое управление США (IRS) выплатило Биркенфельду вознаграждение в размере 104 млн долл.

## Ранние годы
Родился 26 февраля 1965 года в Бруклайне — пригороде Бостона, штат Массачусетс, в семье нейрохирурга. Учился в Thayer Academy и университете Норидж в Вермонте; получил диплом в 1988 году. Продолжил образование в области финансов. Получил степень магистра в American Graduate School of Business и в La Tour-de-Peilz, (Швейцария).

## Банковская карьера
Карьеру финансиста начал в валютном отделе State Street Bank & Trust в Бостоне. Позднее утверждал, что своё первое разоблачение незаконной деятельности совершил во время работы в State Street, обратившись с заявлением в Федерального Бюро Расследований в 1994 году. Информация не привела к расследованию. Утверждал, что в результате этого инцидента отказался от предложения поступить на службу в ФБР, но это заявление оспаривается.
В 1996 году поступил на работу в отдел персонального обслуживания банка Credit Suisse; в 1998 перешёл на работу в Barclays Bank. В октябре 2001 года поступил в отдел частного обслуживания банка UBS в Женеве. В обязанности Биркенфильда входило предложение услуг банка состоятельным гражданам США. Главным аргументом при этом являлось то, что перевод капиталов в Credit Swiss позволял клиентам скрывать свои активы от налоговой службы США, пользуясь швейцарскими законами о банковской тайне. Подобная деятельность швейцарских банков являлась в США незаконной. Несмотря на это, Биркенфельд и другие сотрудники швейцарских банков посещали США, скрывая истинные цели своих поездок.
По сведениям Биркенфельда, для привлечения клиентов UBS оплачивал развлечения для состоятельной публики в США, такие как художественные выставки, скачки и парусные регаты. В нарушение законов США эти мероприятия использовались для негласной рекламы офшорной зоны в Швейцарии.
Одним из самых богатых клиентов Биркенфельда в этот период стал застройщик-миллиардер из Калифорнии, Игорь Олейников. В 2001 году Олейников и Биркенфельд встретились в Женеве, где Олейников положил на счёт в UBS 200 млн долл; для доступа к счёту Биркенфельд выдал Олейникову специальные кредитные карты. Биркенфельд также представил Олейникова своим коллегам, которые помогли последнему в создании офшорных компаний с целью сокрытия активов и уклонения от налогов.
Олейников впоследствии признал свою вину в уклонении от налогов и выплатил штраф в размере 52 млн долл., но избежал тюремного заключения. Министерство юстиции США позднее предъявило Биркенфильду обвинение в содействии Олейникову в уклонении от налогов.

## Разоблачение и арест
По словам Биркенфельда, в 2005 году он узнал, что негласные сделки UBS с клиентами из США нарушают соглашение между банком и IRS. Биркенфельд знал о существовании внутренней инструкции UBS, запрещавшей сотрудникам банка привлекать граждан США к открытию тайных счетов в Швейцарии. Эта инструкция противоречила должностным обязанностям сотрудников отдела персонального обслуживания, в том числе самого Биркенфельда. По мнению Биркенфельда, инструкция служила юридическим прикрытием UBS на случай конфликта с налоговой службой США, поскольку она позволяла банку возлагать всю ответственность за нарушение американских законов на отдельных сотрудников. 5 октября 2005 года Биркенфельд уволился из UBS.
После ухода из банка Биркенфельд направил письмо в отдел внутреннего распорядка UBS, в котором сообщил о «недобросовестной и нечестной деловой практике» банка. По словам Биркенфельда, не получив ответа в течение трёх месяцев, он направил заявление о незаконных практиках главе юридического отдела UBS Питеру Кюреру (Peter Kurer)
В 2007 году решил передать информацию о незаконной деятельности UBS министерству юстиции США. В то же время он хотел воспользоваться новым федеральным законом США об осведомителях, обещавшим выплату премии до 30 % от суммы, полученной налоговым управлением США благодаря информации осведомителя. Биркенфельд также надеялся получить иммунитет от судебного преследования в отношении его роли в операциях UBS. В апреле 2007 года адвокаты Биркенфельда направили соответствующее заявление в Минюст США. Минюст отказался включить Биркенфельда в программу осведомителей и отказал в предоставлении иммунитета. Не найдя поддержки в Минюсте, Биркенфельд обратился в Комиссию по ценным бумагам и биржам США, налоговое управление и Сенат.
В апреле 2008 года адвокаты Биркенфельда вновь сообщили в Минюст о готовности их клиента к сотрудничеству в обмен на отказ от преследования. Тем не менее, 7 мая 2008 года Биркенфельд был арестован в аэропорту Бостона, куда он прибыл из Швейцарии; 13 мая районный суд в Форт-Лодердейл (шт. Флорида) предъявил Биркенфельду официальные обвинения.
Прокурор Кевин Даунинг одобрил задержание, мотивируя последнее неполным раскрытием обстоятельств в отношении клиентов Биркенфельда, в том числе Олейникова. Даунинг заявил: «тот, кто хочет считаться осведомителем, должен понимать, что следует предоставлять точные и полные сведения и делать это незамедлительно … Г-н Биркенфельд точной и полной информации не предоставил, поэтому он не имеет права на статус осведомителя».
19 июня Биркенфельд признал себя виновным по обвинению в сговоре с целью обмана правительства США. Во время оглашения приговора прокурор признал, что Соединённые Штаты не смогли бы полностью раскрыть все детали «крупномасштабной аферы» UBS без помощи Биркенфельда.

## Приговор и тюремное заключение
Несмотря на то, что прокуратура требовала лишь 30 месяцев заключения, 21 августа 2009 года судья Уильям Злох приговорил Биркенфельда к 40 месяцам тюрьмы и штрафу в размере 30 000. Прокурор также попросил разрешения судьи оставить Биркенфельда на свободе в течение 90 дней, чтобы позволить ему завершить работу с минюстом. Суд также получил ходатайства в пользу Биркенфельда от различных официальных лиц США, в том числе, от сенатора Карла Левина — главы постоянного подкомитета Сената США по проведению расследований, расследовавшего дело UBS. Ходатайства о смягчении приговора поступили также от налоговой службы и Комиссия по ценным Бумагам.
В ходе суда прокурор Даунинг заявил, что Биркенфельд не имел статуса осведомителя, однако, налоговая служба фактически признала наличие такого статуса. Защита заявляла, что в Минюст был направлен запрос на официальный вызов Биркенфельда в суд в качестве свидетеля. В противном случае разглашение конфиденциальных данных клиентов было бы нарушением Швейцарского Закона 1934 г. на осуществление банковских операций, что повлекло бы арест Биркенфельда в случае его возвращения в Швейцарию, где он постоянно проживал. Минюст отказался от подачи запроса.
8 января 2010 года Биркенфельд начал отбывать срок наказания в тюрьме округа Шуйлкилл в Майнерсвилле, шт. Пенсильвания.
5 января 2010 года Биркенфельд направил официальный запрос министру юстиции Эрику Ходеру, требуя расследования действий минюста в ходе суда. 15 апреля 2010 года его адвокаты подали заявку о помиловании.
1 августа 2012 года Биркенфельд вышел из тюрьмы.

## Внесудебная договорённость с UBS
В марте 2008 года минюст США провёл расследование, в результате которого обнаружилось, что UBS «не проверял и не расследовал информацию о связях сотрудников банка с клиентами из США». На этом основании минюст возбудил уголовное дело против UBS, что грозило банку потерей лицензии на работу в США. UBS, со своей стороны, объявил о том, что, начиная с июля 2008 года, прекращает предоставлять частные банковские услуги клиентам в США через свои подразделения, не попадающие под законодательство США.
18 февраля 2009 года UBS согласился выплатить штраф в размере 780 млн долларов правительству США и подписал соглашения об отсрочке судебного преследования по обвинению в мошенническом сговоре против налоговой службы США.
Мировое соглашения также включало штрафы в пользу комиссии по ценным бумагам и биржам за то, что UBS действовал в качестве нелегального брокера и консультанта по инвестициям.
Кроме того, UBS выплатил 200 млн долл по мировому соглашению с комиссией по ценным бумагам и биржам, чтобы избежать судебного иска против UBS за открытие и ведение офшорных счетов для американских клиентов в Швейцарии и других странах, что позволяет им уклоняться от уплаты налогов на эти счета.
UBS также согласился предоставить имена 4500 граждан США, имевших в банке офшорные счета.

## Вознаграждение от налоговой службы
В 2010 году глава налогового управления США Дуглас Шульман сообщил, что схемами уклонения от налогов через UBS пользовались 20 000 американских налогоплательщиков. Объём средств на секретных счетах составлял около 20 млрд долл, а процентная прибыль — до 200 млн долл ежегодно. После разоблачений Биркенфельда налоговая служба США предложила программу налоговой амнистии для граждан США, скрывавших свои активы на офшорных счетах.
В сентябре 2012 года налоговое управление США, в соответствии с законом об осведомителях, выплатило Биркенфельду вознаграждение в размере 104 млн долл. Эта компенсация стала самой крупной в своём роде, как для частных лиц, так и для организаций. Размер компенсации составил, в соответствии с законом, 25 % от 400 млн долл. дополнительно полученных налогов.